# Пушкина (Ростовская область)
Пу́шкина — хутор в Целинском районе Ростовской области.
Входит в состав Ольшанского сельского поселения.

## История
Населённый пункт возник в 1921 году, когда на данную территорию в плановом порядке были переселены молокане из Карсской области, переданной в рамках Московского договора Турецкой республике. При основании сел использовался принцип распределения земель, исходя из расчета 5 десятин (примерно 5 га) земли на 1 душу. Всего в период 1921—1924 гг. были основаны 38 общин (сел и хуторов) на землях бывших донских коннозаводчиков Королькова, Андропова, Чернова, Натарова и Дронова, которые составили «Объединение молоканских общин» (ОМО).
По данным на 1926 год община Рыкова состояла из 36 хозяйств. В административном отношении входила в состав сельсовета «Объединение молоканских общин» Западно-Коннозаводческого района Сальского округа Северо-Кавказского края.

## Население
| 2010 |
| ---- |
| 101  |

## Улицы
На хуторе имеются две улицы — Восточная и Малая.